# Marks to Prove It
Albums de The Maccabees
Given to the Wild
(2012)
Singles
1. Marks to Prove It
Sortie : 11 mai 2015
2. Something Like Happiness
Sortie : 1er juin 2015
3. Spit It Out
Sortie : 31 juillet 2015

Marks to Prove It est le quatrième album studio du groupe britannique de rock indépendant The Maccabees sorti le 31 juillet 2015 sur le label Fiction Records.

## Liste des chansons
| No  | Titre                    | Durée |
| --- | ------------------------ | ----- |
| 1.  | Marks to Prove It        | 4:13  |
| 2.  | Kamakura                 | 3:59  |
| 3.  | Ribbon Road              | 4:23  |
| 4.  | Spit It Out              | 5:09  |
| 5.  | Silence                  | 3:19  |
| 6.  | River Song               | 3:10  |
| 7.  | Slow Sun                 | 4:12  |
| 8.  | Something Like Happiness | 3:43  |
| 9.  | WW1 Portraits            | 3:18  |
| 10. | Pioneering Systems       | 2:30  |
| 11. | Dawn Chorus              | 3:18  |

### Interprètes
- Orlando Weeks – chant, guitare
- Hugo White – guitare
- Felix White – chœurs, guitare
- Rupert Jarvis – basse
- Sam Doyle – batterie

## Classements hebdomadaires
| Classement (2015)             | Meilleure place |
| ----------------------------- | --------------- |
| Belgique (Flandre Ultratop)   | 91              |
| Belgique (Wallonie Ultratop)  | 142             |
| Écosse (OCC)                  | 1               |
| Irlande (IRMA)                | 25              |
| Pays-Bas (Mega Album Top 100) | 23              |
| Royaume-Uni (UK Albums Chart) | 1               |
| Suisse (Schweizer Hitparade)  | 100             |

## Certifications
| Pays              | Certification | Unités certifiées |
| ----------------- | ------------- | ----------------- |
| Royaume-Uni (BPI) | Argent        | 60 000            |